# Kirovka, Pokrovske
Kirovka (în ucraineană Кіровка) este un sat în comuna Katerînivka din raionul Pokrovske, regiunea Dnipropetrovsk, Ucraina.

## Demografie
Componența lingvistică a localității Kirovka
     Ucraineană (97,87%)
     Rusă (1,06%)
Conform recensământului din 2001, majoritatea populației localității Kirovka era vorbitoare de ucraineană (97,87%), existând în minoritate și vorbitori de rusă (1,06%).